# Ordnance Factory Muradnagar
Ordnance Factory Muradnagar es  una ciudad censal situada en el distrito de Ghaziabad en el estado de Uttar Pradesh (India). Su población es de 7569 habitantes (2011). 

## Demografía
Según el censo de 2011 la población de Ordnance Factory Muradnagar era de 7569 habitantes, de los cuales 4029 eran hombres y 3540 eran mujeres. Ordnance Factory Muradnagarr tiene una tasa media de alfabetización del 89,69%, superior a la media estatal del 67,68%: la alfabetización masculina es del 94,75%, y la alfabetización femenina del 75,03%.